# Ivan Rašković (pjevač)
Ivan Rašković (1942.), hrvatski operni pjevač